# ألان بوتس (متزلج سريع)
ألان بوتس (بالإنجليزية: Allan Potts)‏ هو متزلج سريع أمريكي، ولد في 14 مايو 1904 في بروكلين في الولايات المتحدة، وتوفي في 5 نوفمبر 1952.

## وصلات خارجية
- ألان بوتس على موقع SpeedSkatingStats.com (الإنجليزية)
- ألان بوتس على موقع أوليمبيديا (الإنجليزية)